# Raymond Weinstein
Raymond A. Weinstein (nascut a Brooklyn, Nova York, el 25 d'abril de 1941), és un mestre d'escacs estatunidenc, que va ser guardonat amb el títol de Mestre Internacional el 1962. Ha estat privat de llibertat a un hospital psiquiàtric des que va matar un home el 1964.

## Resultats destacats en competició
Weinstein va anar a l'Erasmus Hall High School, on era dos cursos per sobre de Bobby Fischer. Va guanyar el Campionat d'escacs júnior dels Estats Units el 1958 a Homestead, Florida. Weinstein va participar un total de cinc cops al Campionat dels Estats Units. Va participar en l'equip estatunidenc, liderat per William Lombardy, que va guanyar el Campionat del món d'estudiants per equips el 1960 a Leningrad, URSS, el primer cop que un equip americà guanyava el títol. Weinstein empatà per la medalla d'or al seu tauler en aquest esdeveniment. Weinstein va participar també amb l'equip estatunidenc a l'olimpíada de 1960 a Leipzig, RDA.
Weinstein va derrotar molts dels millors jugadors americans, inclosos Samuel Reshevsky i Pal Benko. Mai va aconseguir guanyar Bobby Fischer, tot i que hi entaulà una partida de quatre (al Campionat dels Estats Units 1959-60).
El seu millor resultat en torneig va obtenir al Campionat dels Estats Units de 1960-61, on hi acabà tercer, rere Fischer i Lombardy. Com que era un torneig Zonal, aquest resultat el va classificar per a participar en l'Interzonal, celebrat a Estocolm el 1962, tot i que ni ell ni Lombardy finanalment hi van participar, i les seves places foren cobertes per Benko i Arthur Bisguier. Aquest resultat també va donar a Weinstein automàticament el títol de Mestre Internacional. Weinstein va derrotar Lombardy, Reshevsky, Bisguier i Robert Byrne en aquest torneig. Els resultats en aquest torneig foren Fischer 9-2, Lombardy 7-4, Weinstein 61⁄2 - 41⁄2, Bisguier, Reshevsky, James Sherwin i Charles Kalme 6-5, Benko, Hans Berliner, Byrne i Anthony Saidy 41⁄2 - 61⁄2, i Herbert Seidman 21⁄2 - 81⁄2.

## Malaltia
El 1963, es va graduar al Brooklyn College en psicologia i viatjà a Amsterdam als Països Baixos, per fer-hi de mestre. En aquella època, aparentment va desenvolupar una malaltia mental, possiblement esquizofrènia. Fou arrestat per agressió; l'escriptor neerlandès Tim Krabbe ha identificat la víctima com el professor de psicologia i mestre internacional neerlandès Johan Barendregt. Poc després d'aquest incident, fou deportat als Estats Units. Allà, fou retingut a una casa d'acollida, on va matar el seu company d'habitació, de 83 anys, amb una navalla, després d'una discussió. Weinstein es va considerar incapaç de suportar un judici, i va quedar ingressat a un hospital psiquiàtric, el Kirby Forensic Psychiatric Center a Wards Island, Manhattan, on continua encara actualment.
Hom havia escrit sobre Weinstein que tenia un «despietat instint assassí» pels escacs, en un article de febrer de 1964 a British Chess Magazine, abans que l'incident tingués lloc.